# Henry Tillman
Henry Tillman est un boxeur américain né le 1er août 1960 à Los Angeles. 

## Carrière
Sélectionné dans la catégorie poids lourds pour les Jeux olympiques de Los Angeles en 1984 après avoir battu par deux fois le jeune Mike Tyson lors des sélections olympiques américaines (bien que Tyson l'ait mis à terre lors du premier round du premier combat), il remporte la médaille d'or aux dépens du canadien Willie DeWitt. Tillman, également médaillé d'argent aux Jeux panaméricains de Caracas l'année précédente, passe professionnel le 7 décembre 1984 et remporte le titre nord américain NABF des lourds-légers le 22 avril 1986 en battant au premier round Bash Ali. 
Il perd la ceinture après une défaite aux points face à Bert Cooper lors du combat suivant. Après 4 nouvelles victoires, il obtient une chance de décrocher le titre mondial des poids lourds légers en affrontant Evander Holyfield, champion WBA de la catégorie, le 14 février 1987 mais il est stoppé par l'arbitre au 7e round. Battu ensuite par Dwain Bonds puis Willie de Wit, il relance sa carrière par un succès au second round contre Tim Morrison mais perd par KO à la 1re reprise face à Mike Tyson le 16 juin 1990. Henry Tillman met finalement un terme à sa carrière en 1992 sur un bilan de 25 victoires et 6 défaites.

## Parcours auxJeux olympiques
Jeux olympiques d'été de 1984 à Los Angeles (poids lourds) :
- Bat Marvin Pérez (Bolivie) arrêt de l'arbitre au 1er round
- Bat Tevita Taufoou (Tonga) arrêt de l'arbitre au 2e round
- Bat Angelo Musone (Italie) aux points 5 à 0
- Bat Willie DeWitt (Canada) aux points 5 à 0